# 金光教の時間
金光教の時間（こんこうきょうのじかん）は、朝日放送ラジオで放送されている宗教番組である。
金光教の願いなどを説教（教話）やラジオドラマの形で放送（ドラマは毎年8月 - 10月に放送）。ドラマ出演者は永井一郎、中西妙子、山本圭子、三輪勝恵、小野坂昌也、龍田直樹、中友子など（青二プロダクション所属者が多い）。
金光教放送センターが企画製作し、実際の番組配信・制作は朝日放送ラジオから行われている（その関係で朝日放送のアナウンサーが朗読を担当することがあった）が、ラジオドラマは出演者の都合上ニッポン放送のスタジオ等で収録する場合が多い。

## 歴史
金光教のラジオ放送が始まったのは、1951年11月24日である。以前にも、佐藤範雄・佐藤一夫・高橋正雄等が、NHKなどで数回にわたっての単発放送を行ったことがあるが、継続した番組となったのは戦後である。
当時、民間放送が始まった時点で、朝日放送ラジオから、文化の向上に資する教養番組の内容として、宗教放送を取り上げたいという方針が打ち出されて、西本願寺（浄土真宗本願寺派）、東本願寺（真宗大谷派）、知恩院（浄土宗）、カトリック、プロテスタント、天理教と金光教の7宗派に協力の依頼があり始まった。したがって、当時の放送料金等は無料であった。
金光教のラジオ放送番組では、教主や教監の挨拶や教話以外に、1959年の金光教立教百年の年には、放送劇「天地の如く」という教祖伝記ドラマを13回に渡って放送するなど、その当時からラジオドラマに力を入れていた。
異色なものとしては桂米朝が当時内弟子になって間もない桂小米と大阪駅で金光教の団体列車に遭遇し、その列車に間違って乗ってしまうというくだりで始まる金光教紹介「ある落語家の物語」（三田純一作）なども作られ、当時の金光教本部のたたずまいが桂米朝の語りと録音構成で紹介されていた（これらの内容は金光図書館で閲覧貸し出し可能である）。
本格的な放送番組の安定制作を行うため、1976年に大阪に金光教電波布教センター（後に金光教放送センターと改称）を設置。現在に至っている。
放送されていなかった地域では、録音等により内容の紹介が行われたが、各地の要望により次第に放送エリアは拡大、たとえば長崎放送やニッポン放送などの場合は、地元の教会連合会の要望で電波料の地元負担により放送が始まった。

## ネット局
それぞれ放送時間の早い順から記載。

### 現在
| 放送対象地域 | 放送局名                    | 放送日時       | 備考                     |
| ------------ | --------------------------- | -------------- | ------------------------ |
| 関西広域圏   | 朝日放送ラジオ（ABCラジオ） | 木曜 4:35 - 45 | 『宗教の時間』として放送 |

### 過去
放送時間は打ち切り時点のもの。
| 放送対象地域  | 放送局名                      | 放送日時                                          | 終了日        |
| ------------- | ----------------------------- | ------------------------------------------------- | ------------- |
| 島根県 鳥取県 | 山陰放送（BSS）               | 土曜 5:10 - 5:20                                  | 2009年3月28日 |
| 北海道        | HBCラジオ                     | 土曜 5:10 - 5:20                                  | 2015年10月3日 |
| 熊本県        | 熊本放送（RKK）               | 土曜 5:50 - 6:00                                  | 2009年3月28日 |
| 広島県        | 中国放送（RCC）               | 土曜 5:50 - 6:00                                  | 2015年10月3日 |
| 宮城県        | 東北放送（TBC）               | 日曜 5:00 - 5:10                                  | 2015年10月4日 |
| 愛媛県        | 南海放送（RNB）               | 日曜 6:00 - 6:10                                  | 2015年10月4日 |
| 山口県        | 山口放送（KRY）               | 日曜 6:10 - 6:20                                  | 2009年3月29日 |
| 大分県        | 大分放送（OBS）               | 日曜 6:35 - 6:45                                  | 2009年3月29日 |
| 岡山県        | RSK山陽放送（RSK）            | 日曜 6:35 - 6:45                                  | 2015年10月4日 |
| 和歌山県      | 和歌山放送（wbs）             | 日曜 6:50 - 7:00                                  | 2015年10月4日 |
| 宮崎県        | 宮崎放送（MRT）               | 日曜 7:00 - 7:10                                  | 2015年9月27日 |
| 長崎県 佐賀県 | 長崎放送（NBC） NBCラジオ佐賀 | 日曜 7:15 - 7:25                                  | 2009年3月29日 |
| 中京広域圏    | 東海ラジオ（SF）              | 金曜 5:25 - 5:35(『安蒜豊三 きょうもよろしく』内) | 2021年3月26日 |
| 関東広域圏    | ニッポン放送（LF）            | 日曜 4:50 - 5:00                                  | 2021年3月28日 |
| 福岡県        | RKBラジオ                     | 日曜 6:50 - 7:00                                  | 2021年3月28日 |